# Lista de bandeiras somalis
Esta é uma lista de bandeiras de entidades nomeadas relacionadas à Somália.

## Bandeiras nacionais
| Bandeira | Duração       | Uso                                                                    | Descrição                                                           |
| -------- | ------------- | ---------------------------------------------------------------------- | ------------------------------------------------------------------- |
|          | 1954–presente | Bandeira nacional da Somália e a bandeira de várias repúblicas somalis | Uma única estrela branca de cinco pontas centrada em um campo azul. |

## Bandeiras regionais

### Bandeiras estaduais
| Bandeira | Duração                  | Uso                                                                | Descrição |
| -------- | ------------------------ | ------------------------------------------------------------------ | --- |
|          | 2002-2006, 2014-presente | Bandeira do Estado do Sudoeste                                     | A bandeira da Somália justaposta com uma linha diagonal vermelha no meio e um fundo verde com 6 estrelas no canto inferior direito.                    |
|          | 2002                     | Bandeira da Somália do Sudoeste                                    | 6 estrelas no canto superior esquerdo da bandeira com azul, vermelho e verde.(De cima para baixo)                                                      |
|          | 2014                     | Bandeira do Estado do Sudoeste                                     | Azul, vermelho e verde(de cima para baixo),com uma grande estrela branca na parte superior e 6 pequenas Estrelas de forma hexagonal na parte inferior. |
|          | 2015-presente            | Bandeira do Estado de Galmuduge                                    | Divisa branca com duas estrelas verdes viradas horizontalmente sobre um campo azul claro com uma estrela branca do lado direito.                       |
|          | 2006–2009                | Bandeira do Estado de Galmuduge                                    | O mesmo que a bandeira nacional da Somália. |
|          | 2009–2010                | Bandeira do Estado de Galmuduge                                    | [ 9 ] |
|          | 2010–2015                | Bandeira do Estado de Galmuduge                                    | [ 10 ] [ 11 ] |
|          | 2009–                    | Bandeira da Puntlândia                                             | Um tricolor horizontal de azul, branco e verde com uma estrela branca no topo.                                                                         |
|          | –2009                    | Bandeira do Estado de Puntland                                     | O mesmo que a bandeira nacional da Somália. |
|          | 2012–2017 2023-presente  | Bandeira da Estado Khatumo                                         | [ 14 ] |
|          | 2013-presente            | Bandeira do Estado de Jubalândia                                   | [ 15 ] |
|          |                          | Bandeira da Estado Hirshabelle                                     | [ 16 ] |
|          | 2008–2015                | Bandeira da Estado Himan e Heeb                                    | |
|          |                          | Pavilhão do Estado de Banadir, coextensivo com Mogadíscio          | [ 17 ] |
|          | 2007–2008                | Bandeira do Estado de Maakhir, um quase-estado na nação da Somália | |
|          | 2008–2009                | Bandeira do Estado de Maaquir                                      | [ 18 ] |
|          |                          | Bandeira do Estado não reconhecido do Vale do Jubba                | [ 19 ] |
|          |                          | Bandeira do Estado não reconhecido de Raas Caseyr                  | [ 20 ] |

### Outros
| Bandeira | Duração      | Uso                                   | Descrição                                               |
| -------- | ------------ | ------------------------------------- | ------------------------------------------------------- |
|          | 1998–1999    | Bandeira da Jubalândia                | [ 21 ]                                                  |
|          | 1996-present | Bandeira da República da Somalilândia | [ 22 ] [ 23 ] [ 24 ] [ 25 ]                             |
|          |              | Bandeira da República da Azânia       | [ 26 ] [ 27 ] [ 28 ] [ 29 ] [ 30 ] [ 31 ] [ 32 ] [ 33 ] |

## Bandeiras militares
| Bandeira | Duração | Uso                                    | Descrição |
| -------- | ------- | -------------------------------------- | --------- |
|          |         | Bandeira das Forças Armadas da Somália | [ 34 ]    |

## Bandeiras policiais
| Bandeira | Duração | Uso                                   | Descrição                                                          |
| -------- | ------- | ------------------------------------- | ------------------------------------------------------------------ |
|          |         | Bandeira da Força Policial da Somália | Uma faixa azul com o logotipo da Força Policial Somali, ao centro. |

## Bandeiras políticas
| Bandeira | Duração       | Uso                                                  | Descrição |
| -------- | ------------- | ---------------------------------------------------- | --------- |
|          | 1984–presente | Bandeira da Frente de Libertação Nacional da Ogadnia | [ 35 ]    |
|          | 2011–presente | Bandeira do Partido Trabalhista Somali               |           |
|          |               | Bandeira da Liga da Juventude Somali                 | [ 36 ]    |
|          | 1981–1991     | Bandeira do Movimento Nacional Somali                |           |
|          | 1991–presente | Bandeira de Ahlu Sunnah Waljamaca                    |           |

## Bandeiras históricas
As seguintes são as bandeiras historicamente utilizadas no território da atual Somália: 

### Estados pré-coloniais
| Bandeira | Duração                 | Uso                                                                                     | Descrição |
| -------- | ----------------------- | --------------------------------------------------------------------------------------- | --- |
|          | Século X–século XVI     | Bandeira do Sultanato de Mogadíscio segundo o mapa de Lázaro Luis de 1563               | Um campo azul escuro com uma lua crescente dourada no centro.                                                                   |
|          | Século XIII–século XVII | Bandeira do Sultanato Ajulrã                                                            | Uma flâmula bicolor vermelha e amarela com uma lua crescente branca deslocada em direção ao mastro.                             |
|          | século XVII–século XIX  | Bandeira do Imamato de Hirabe                                                           | Uma bandeira bicolor com cauda de andorinha, vermelha e azul, com duas luas crescentes brancas.                                 |
|          | 1415–1577               | Bandeira do Sultanato de Adal                                                           | Um tricolor vertical de branco, vermelho e branco com uma lua crescente em cada faixa.                                          |
|          | 1695–1911               | Bandeira da Assinatura do Sultanato de Geledi                                           | Uma bandeira bicolor vertical de azul e verde com uma estrela de cinco pontas na faixa azul e uma escrita árabe na faixa verde. |
|          | década de 1700–1884     | Bandeira religiosa do Sultanato de Isaque derivada de uma bandeira do Sultanato de Adal | Um campo verde com uma escrita árabe branca.                                                                                    |
|          | 1896–1925               | Bandeira do Estado Dervixe                                                              | Um campo azul com uma borda quadrada vermelha no centro e um quadrado vermelho dentro dele, com borda vermelha.                 |

### Territórios sob o domínio otomano
| Bandeira | Data      | Uso                         | Descrição                                                                                    |
| -------- | --------- | --------------------------- | -------------------------------------------------------------------------------------------- |
|          | 1559–1793 | Bandeira do Império Otomano | Campo vermelho com um disco verde no centro e três luas crescentes douradas dentro do disco. |
|          | 1793–1844 | Bandeira do Império Otomano | Um campo vermelho com uma lua crescente branca e uma estrela de oito pontas.                 |
|          | 1844–1882 | Bandeira do Império Otomano | Um campo vermelho com uma lua crescente branca e uma estrela de cinco pontas.                |

### Territórios sob o domínio de Omã
| Bandeira | Data      | Uso                        | Descrição                                                                                            |
| -------- | --------- | -------------------------- | --- |
|          | 1650–1741 | Bandeira do Imamato de Omã | Um campo branco com o emblema real no cantão.                                                        |
|          | 1696–1741 | Bandeira do Império de Omã | Um campo branco com inscrições árabes vermelhas acima e uma espada vermelha apontada para a direita. |

### Somalilândia Italiana
| Bandeira | Duração   | Uso                                                                     | Descrição |
| -------- | --------- | ----------------------------------------------------------------------- | --- |
|          | 1889–1941 | Bandeira da Somália Italiana                                            | Uma bandeira tricolor italiana com o escudo da Sabóia e a coroa real no meio.                                       |
|          | 1941–1950 | Bandeira da Somália Italiana sob ocupação britânica                     | Uma sobreposição das bandeiras da Inglaterra e da Escócia com a Bandeira de São Patrício (representando a Irlanda). |
|          | 1950–1960 | Bandeira oficial do Protetorado da Somalilândia                         | Um tricolor com três faixas verticais de tamanho igual: verde, branco e vermelho.                                   |
|          | 1950–1960 | Bandeira da ONU                                                         | Igual à bandeira da ONU (Organização das Nações Unidas).                                                            |
|          | 1954–1960 | Bandeira co-oficial/secundária do Território Fiduciário da Somalilândia | Igual à bandeira somali.                                                                                            |

### Somalilândia Britânica
| Bandeira | Duração   | Uso                                                         | Descrição |
| -------- | --------- | ----------------------------------------------------------- | --- |
|          | 1884–1903 | Bandeira do Reino Unido usada na Somalilândia Britânica     | Uma sobreposição das bandeiras da Inglaterra e da Escócia com a Bandeira de São Patrício (representando a Irlanda). |
|          | 1884–1898 | Bandeira da Índia Britânica usada na Somalilândia Britânica | Uma bandeira vermelha com a Union Jack no cantão, desfigurada com o emblema da Estrela da Índia exibido na braguilha. |
|          | 1903–1950 | Bandeira da Somalilândia Britânica                          | Bandeira com fundo azul escuro, o símbolo da Union Jack no canto superior esquerdo (uma sobreposição das bandeiras da Inglaterra e da Escócia com a Bandeira de São Patrício (representando a Irlanda)) e um alce em um círculo branco no meio à direita. |
|          | 1950–1952 | Bandeira da Somalilândia Britânica                          | |
|          | 1952–1960 | Bandeira da Somalilândia Britânica                          | |
|          | 1960      | Bandeira da República da Somália                            | Bandeira normal da Somália. |